# Flagingk

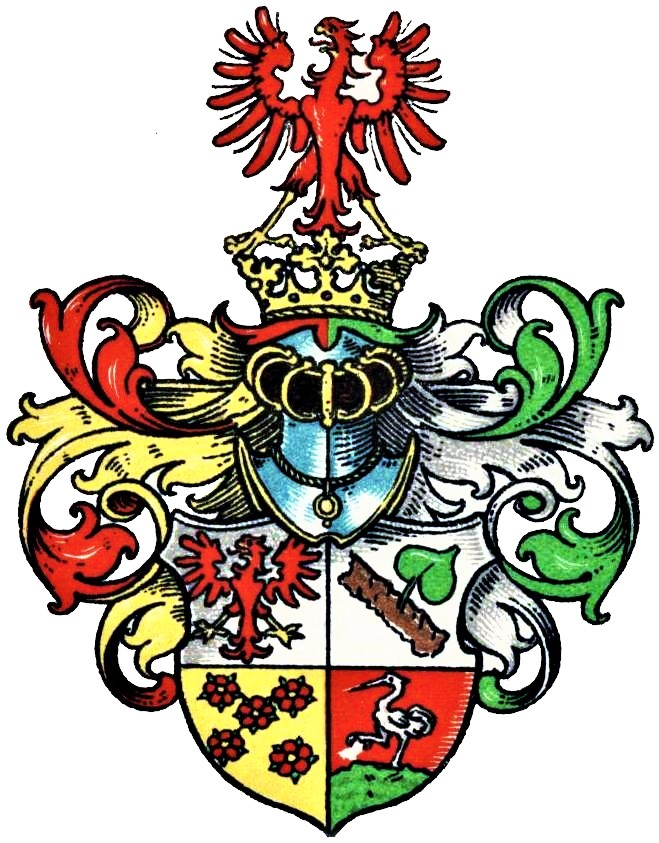
Wappen derer von Flagingk im Wappenbuch des Westfälischen Adels

Flagingk ist der Name eines erloschenen niedersächsisch-preußischen Adelsgeschlechts.

## Geschichte
Das Geschlecht wurde am 19. November 1740 in Person des Gerhard Jodokus (von) Flagingk aus der Grafschaft Lingen vom preußischen König Friedrich II. geadelt. Die Familie saß auf Holzhausen bei Lingen, das durch Gerhard Jododus’ Ehefrau, Johanna Henrica von Maneel, in die Familie kam und noch 1776 der Familie gehörte. 1787 war ein 54-jähriger Major von Flagingk beim Altpreußischen Infanterieregiment No. 45 unter Regiments-Chef Johann Ludwig von Eckartsberg.
Mit dem Tod der Kinder des Gerhard von Flagingk erlosch das Geschlecht um 1800 wieder.

## Wappen
Blasonierung: Quadriert. Feld 1 in Silber ein roter rechtssehender Adler. In Feld 2 in Silber ein schräger brauner Ast mit einem grünen Blatt. In Feld 3 in Gold fünf (2:1:2) rote Rosen. In Feld 4 in Rot auf einem grünen Berg ein silberner Kranich, der den rechten Fuß in die Höhe hebt, rechtsgewandt. Auf dem gekrönten Helm der rote Adler. Die Helmdecken sind rechts rot-golden und links grün-silbern.